# Rockstar North
Rockstar Games UK (voorheen DMA Design en Rockstar North) is een Brits computerspelontwikkelaar gevestigd in Edinburgh, Schotland. Het bedrijf werd in 1984 opgericht als DMA Design met een studio in Dundee. In 1999 werd de huidige studio in Edinburgh geopend door een deel van de werknemers, het bedrijf overgenomen door Take-Two Interactive en de studio in Dundee werd gesloten. In 2002 werd DMA Design onderdeel van het Rockstar Games-label en hernoemd naar Rockstar North.

## Ontwikkelde spellen
| Release | Titel                                  | Platform                                                               | Opmerking |
| ------- | -------------------------------------- | ---------------------------------------------------------------------- | --- |
| 1988    | Menace                                 | Amiga, Atari ST, Commodore 64, MS-DOS                                  | |
| 1989    | Ballistix                              | Commodore 64, MS-DOS                                                   | |
| 1989    | Blood Money                            | Amiga, Atari ST, Commodore 64, MS-DOS                                  | |
| 1990    | Lemmings                               | Amiga, Atari Lynx, Atari ST, cd-i, Commodore CDTV, MS-DOS, ZX Spectrum | |
| 1991    | Oh No! More Lemmings                   | Amiga, Atari ST, MS-DOS                                                | |
| 1993    | Walker                                 | Amiga                                                                  | |
| 1993    | Hired Guns                             | Amiga, MS-DOS                                                          | |
| 1993    | Lemmings 2: The Tribes                 | Amiga, Game Boy Color, MS-DOS, Super Nintendo Entertainment System     | |
| 1994    | All New World of Lemmings              | 3DO, Amiga, MS-DOS                                                     | |
| 1994    | Christmas Lemmings 1994                | Amiga, MS-DOS                                                          | |
| 1994    | Unirally                               | Super Nintendo Entertainment System                                    | |
| 1997    | Grand Theft Auto                       | Game Boy Color, MS-DOS, PlayStation, Windows                           | |
| 1998    | Body Harvest                           | Nintendo 64                                                            | |
| 1998    | Space Station Silicon Valley           | Nintendo 64                                                            | |
| 1999    | Grand Theft Auto: London, 1969         | PlayStation, Windows                                                   | |
| 1999    | Grand Theft Auto: London, 1961         | Windows                                                                | |
| 1999    | Tanktics                               | PlayStation, Windows                                                   | |
| 1999    | Wild Metal Country                     | Dreamcast, Windows                                                     | |
| 1999    | Grand Theft Auto 2                     | Dreamcast, Game Boy Color, PlayStation, Windows                        | |
| 2001    | Grand Theft Auto III                   | PlayStation 2, Windows, Xbox                                           | De portering naar Xbox werd verzorgd door Rockstar Vienna.                                                                        |
| 2002    | Grand Theft Auto: Vice City            | PlayStation 2, Windows, Xbox                                           | |
| 2003    | Manhunt                                | PlayStation 2, Windows, Xbox                                           | |
| 2004    | Grand Theft Auto: San Andreas          | PlayStation 2, Windows, Xbox                                           | |
| 2005    | Grand Theft Auto: Liberty City Stories | PlayStation 2, PlayStation Portable                                    | Ontwikkeld met Rockstar Leeds |
| 2006    | Grand Theft Auto: Vice City Stories    | PlayStation 2, PlayStation Portable                                    | Ontwikkeld met Rockstar Leeds |
| 2008    | Grand Theft Auto IV                    | PlayStation 3, Windows, Xbox 360                                       | Geporteerd naar Windows door Rockstar Toronto en Rockstar New England                                                             |
| 2009    | Grand Theft Auto: Chinatown Wars       | Nintendo DS, PlayStation Portable                                      | Ontwikkeld met Rockstar Leeds |
| 2010    | Red Dead Redemption                    | PlayStation 3, Xbox 360                                                | Ontwikkeld met Rockstar Leeds, Rockstar New England, Rockstar San Diego.                                                          |
| 2011    | L.A. Noire                             | PlayStation 3, Windows, Xbox 360, Nintendo Switch                      | Ontwikkeld met Team Bondi, Rockstar Leeds, Rockstar New England, Rockstar San Diego.                                              |
| 2012    | Max Payne 3                            | OS X, PlayStation 3, Windows, Xbox 360                                 | Ontwikkeld met Rockstar Leeds, Rockstar London, Rockstar New England, Rockstar San Diego, Rockstar Toronto en Rockstar Vancouver. |
| 2013    | Grand Theft Auto V                     | PlayStation 3, PlayStation 4, Windows, Xbox 360, Xbox One              | Ontwikkeld met Rockstar Leeds, Rockstar London, Rockstar New England, Rockstar San Diego en Rockstar Toronto.                     |
| 2018    | Red Dead Redemption 2                  | PlayStation 4, Xbox One, Windows, Google Stadia                        | Ontwikkeld met Rockstar India, Rockstar Leeds, Rockstar London, Rockstar New England, Rockstar San Diego en Rockstar Toronto.     |